# De Korenaar (Poortvliet)
De Korenaar is een korenmolen in Poortvliet, gemeente Tholen, in de Nederlandse provincie Zeeland.
De molen werd in 1710 gebouwd en is bij de bouw reeds uit het lood komen te staan, waardoor de molen tot op de dag van vandaag scheef staat. Tussen 1980 en 1985 werd onder de toenmalige particuliere eigenaar een grootschalige restauratie uitgevoerd. De toenmalige eigenaar stelde daarna de molen regelmatig op vrijwillige basis in bedrijf. In 2010 is de Korenaar maalvaardig gerestaureerd. Op 9 oktober 2021 is de molen het laatst draaiend gezien.
De roeden van de molen zijn circa 21 meter lang en zijn voorzien van het Oudhollands hekwerk, met op de buitenroede remkleppen. De molen is ingericht met twee koppels maalstenen.